# Garberia heterophylla
Garberia heterophylla là một loài thực vật có hoa trong họ Cúc. Loài này được Merr. & F.Harper mô tả khoa học đầu tiên năm 1945.